# Chloroclystis insignifica
Chloroclystis insignifica är en fjärilsart som beskrevs av George Thomas Bethune-Baker 1913. Chloroclystis insignifica ingår i släktet Chloroclystis och familjen mätare. Inga underarter finns listade i Catalogue of Life.